# Michael Brammann
Michael Brammann (* 7. November 1947; † 22. November 2024 in Oldenburg) war ein deutscher Tonmeister und ab 2003 Lehrbeauftragter für Studiotechnik am Institut für Hörtechnik und Audiologie der Jade Hochschule in Oldenburg, an der er im Dezember 2017 zum Honorarprofessor bestellt wurde.

## Leben und Werk
Brammann verfügte über langjährige Erfahrung als Tonmeister und war bei über tausend LP- und CD-Veröffentlichungen verantwortlich für Tonaufnahme und Abmischung. 
In etwa 35 Jahren nahm Michael Brammann alle Bach-Passionen und -Messen, alle Mozart-Opern, alle Sinfonien von Beethoven, Schubert, Bruckner, Brahms, Mozart, Haydn, Schumann, Rachmaninov, Opern von Richard Strauss, Richard Wagner, Giuseppe Verdi und alle Instrumentalkonzerte von Beethoven, Brahms, Mozart, Tchaikovski, Rachmaninov, Vivaldi mit bedeutenden Orchestern und Dirigenten für LP- und CD-Produktionen auf.
Brammann zeichnete 2000/2001 und 2002/2003 jeweils das Neujahrskonzert der Wiener Philharmoniker mit dem Dirigenten Nikolaus Harnoncourt auf und bereitete die Aufnahmen für CD, DVD-Video, DVD-Audio auf. In Peking nahm er Filmmusik und traditionelle chinesische Musik auf. Viele dieser Produktionen wurden mit nationalen und internationalen Preisen ausgezeichnet. Die Gesamtaufnahme der Beethoven-Sinfonien und die Aufnahme der Matthäuspassion von J. S. Bach mit Nikolaus Harnoncourt erhielt den Gramophone Award, die Matthäuspassion den Grammy 2002. Brammanns Aufnahme von Igor Strawinskis „Apollo, Concerto in D“ und Sergei Prokofjews „20 Visions Fugitives“ der Moskauer Solisten unter Juri Baschmet erhielt 2008 den Grammy in der Rubrik „Best Small Ensemble Performance“.